# Yocarhuaya
Yocarhuaya (auch: Yuncarguaya) ist eine Ortschaft im Departamento La Paz im südamerikanischen Andenstaat Bolivien.

## Lage im Nahraum
Yocarhuaya liegt in der Provinz Eliodoro Camacho und ist der größte Ort im Cantón Pacaures im Municipio Mocomoco. Die Ortschaft verteilt sich auf einer Höhe von 3712 m in einer Mulde zwischen der Quebrada Zapatilla und der Quebrade Qutlli Phujani, die sich in nordöstlicher Richtung bachabwärts vereinigen.
Yocarhuaya ist Sitz der Bildungseinrichtung „Unidad Educativa Yocarhuaya“.

## Geographie
Yocarhuaya liegt auf dem bolivianischen Altiplano am Westrand der Cordillera Real.
Die mittlere Durchschnittstemperatur der Region liegt bei knapp 9 °C, der Jahresniederschlag beträgt etwa 850 mm (siehe Klimadiagramm Puerto Acosta). Die Region weist ein ausgeprägtes Tageszeitenklima auf, die Monatsdurchschnittstemperaturen schwanken nur unwesentlich zwischen knapp 6 °C im Juli und gut 10 °C von November bis Januar. Die Monatsniederschläge liegen zwischen unter 15 mm in von Juni bis August und einer Feuchtezeit von Dezember bis März mit Werten zwischen 120 und 170 mm.

## Verkehrsnetz
Yocarhuaya liegt in einer Entfernung von 190 Straßenkilometern nordwestlich von La Paz, der Hauptstadt des gleichnamigen Departamentos.
Von La Paz führt die asphaltierte Nationalstraße Ruta 2 in nördlicher Richtung 70 Kilometer bis Huarina, von dort weitere 97 Kilometer die Ruta 16 über Achacachi, Ancoraimes und Puerto Carabuco nach Escoma. Nach Nordwesten hin führt eine Nebenstrecke zur Landstadt Puerto Acosta, und von Escoma aus nach Norden führt die Ruta 16 weiter über Tajani in das dreizehn Kilometer entfernte Pacaures. Dort zweigt eine Nebenstraße in nordöstlicher Richtung nach Machacamarca und weiter nach Yocarhuaya ab.

## Bevölkerung
Die Einwohnerzahl der Ortschaft ist in dem Jahrzehnt zwischen den beiden letzten Volkszählungen nahezu gleich geblieben:
| Jahr | Einwohner         | Quelle       |
| ---- | ----------------- | ------------ |
| 1992 | keine Detaildaten | Volkszählung |
| 2001 | 329               | Volkszählung |
| 2012 | 325               | Volkszählung |
| 2024 |                   | Volkszählung |

Die Bevölkerung der Region gehört vor allem dem indigenen Volk der Aymara an.